# 横浜市長浜ホール
横浜市長浜ホール（よこはましながはまホール）は、神奈川県横浜市金沢区の長浜野口記念公園内にあるコンサートホールである。本項では、旧横浜検疫所の事務所棟を改築したホールと、隣接する野口英世が勤務した旧細菌検査室について記す。

## 歴史
1879年（明治12年）、コレラの蔓延を防ぐため神奈川県地方検疫所が設置され、三浦郡長浦（現：横須賀市長浦）に消毒所が設けられた。これは外国からの船舶が入港する前に乗客・乗員を検査し、感染症が見られた場合には隔離し治療する施設である。1895年に現在地に移転した。この付近は埋立前の海岸線にあたり、桟橋や、迎賓館など40棟ほどの建物が設けられていた。1899年、海港検疫法の交付に伴い「横浜海港検疫所」と改名される。野口英世は1899年5月から9月まで本施設で検疫業務に携わった。1923年（大正12年）の関東大震災では多くの建物が倒壊したが、翌年に再建された。1952年（昭和27年）に検疫所が横浜港大さん橋付近に移転して以降本施設は使用されなくなり、廃墟と化していた。1979年より、野口英世ゆかりの建物として保存運動が始まる。1985年に建物の多くは取り壊されたが、保存運動が実り細菌検査室は解体を免れた。1993年に横浜市が国から土地と建物を取得。1996年11月から始まった改修工事は1997年2月に完成し、同年5月22日に開館した。

## 建築

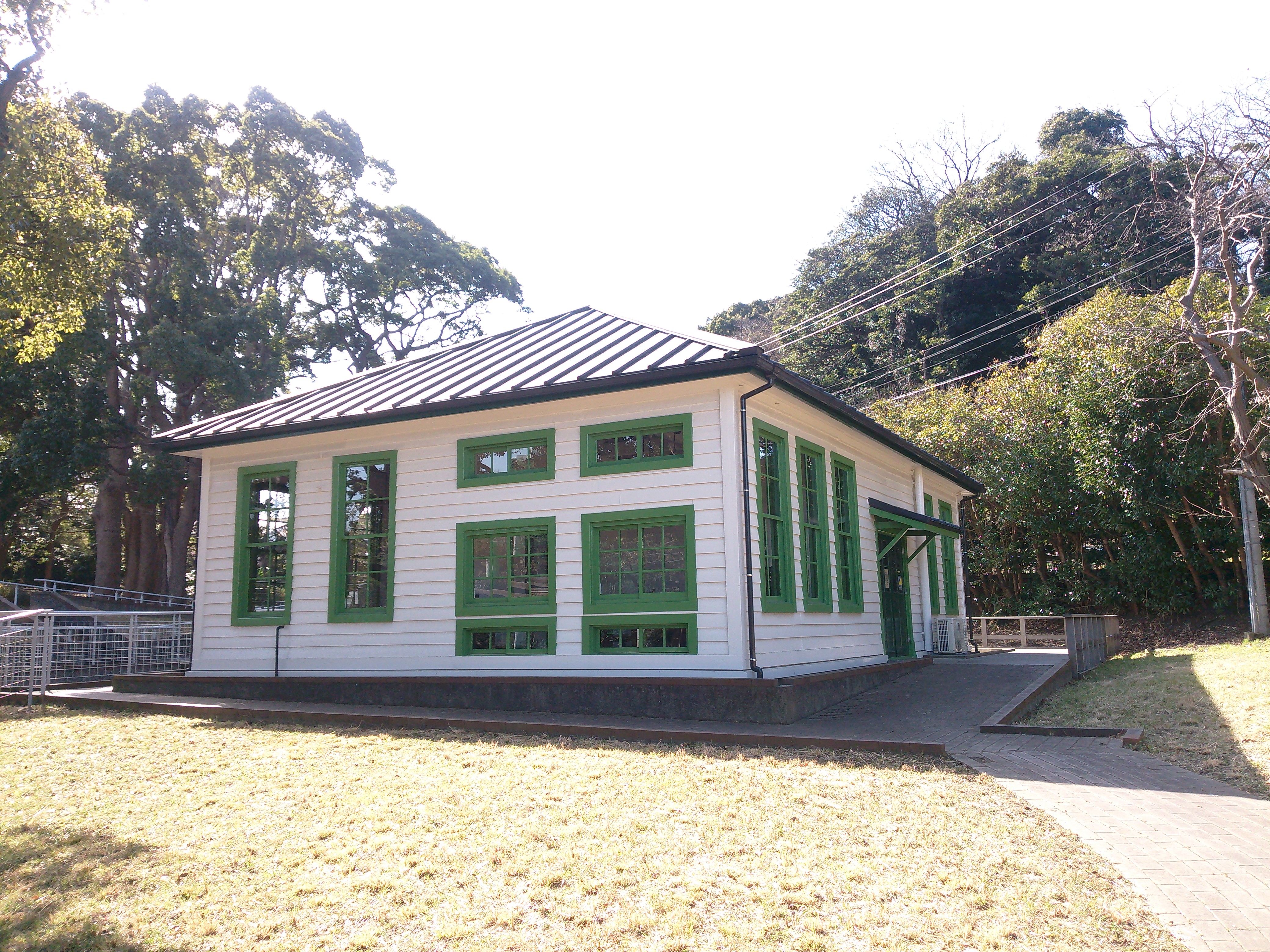
旧細菌検査室

長浜ホールは、検疫所の事務棟の外観を復元したもので、白い外壁と緑色の窓枠が特徴的である。地下に104席の音楽ホールがあるほか、音楽練習室や会議室も併設されている。旧細菌検査室では、コッホ型蒸気消毒器や乾熱滅菌器など昭和初期の備品が展示されている。両建物とも横浜市認定歴史的建造物に認定されている。園内には、旧建物の煉瓦造りの基礎が発見され、モニュメントとして保存されている。

## 周辺
- 長浜公園
- 小柴貯油施設